# 賈應璧
賈應璧（1538年—？），字文宿，號弘庵，直隸常州府無錫縣人，民籍，明朝政治人物。

## 生平
隆慶元年（1567年）丁卯科應天府鄉試第十七名舉人。隆慶二年（1568年）聯捷戊辰科會試第三百六十六名，三甲第五十四名進士。授湖广黄冈知县，历官绍兴府、广平府知府，万历十二年（1584年）五月升湖广副使，十五年四月升云南右参政，十九年二月升广东按察使。有《独醒子》二卷。

## 遺蹟
无锡学宫东有“三世大参坊”，为贾应璧立。又建有栖隐园，又名古华山庄，入门有楼横临泾上，香车画舫过焉，若榷使之验商舶，中奉达摩像，又有文昌祠、大士庵、藕花池，皆春堂，后归户部郎中秦堈，咏有十景诗，有“结茆近百年，堂犹昔时好。”之句，最后其楼与堂被商人购买，改作邑侯吴兴祚生祠，今为朱文公祠。

## 家族
曾祖賈公迪；祖父賈朝陽；父賈時正，母華氏。永感下。